# Theo Bjerg
Jens Theo Bjerg (født 6. august 1936 i København, død 29. januar 2019) var en dansk arkitekt og professor på Kunstakademiets Arkitektskole i København.
Han modtog i 1998 Statens Kunstfonds livsvarige ydelse og tildeltes i 2009 Henning Larsens Fonds hæderspris.

## Eksempler på realiserede arbejder
- Sættedammen i Ny Hammersholt, syd for Hillerød. Verdens første bofællesskab.
- Ungdomskollegiet (Flensborg) sammen med Palle Dyreborg
- Domus Vista Park III i samarbejde med Palle Dyreborg
- Om- og tilbygning til J.F. Willumsens Museum i Frederikssund.